# Trivalvaria macrophylla
Trivalvaria macrophylla är en kirimojaväxtart som först beskrevs av Carl Ludwig von Blume, och fick sitt nu gällande namn av Friedrich Anton Wilhelm Miquel. Trivalvaria macrophylla ingår i släktet Trivalvaria och familjen kirimojaväxter.

## Underarter
Arten delas in i följande underarter:
- T. m. macrophylla
- T. m. sumatrana